# Запорожкокс (мини-футбольный клуб)
«Запорожкокс» (до 1998 года — «Надежда») — мини-футбольный клуб из Запорожья, победитель чемпионата Украины по мини-футболу 1992 года.
В 1992 году команда «Надежда» под руководством тренеров Юрия Пешехонова и Юрия Арестенко, представляющая ФСК «Автомаш», впервые приняла участие в чемпионате Украины. «Надежда» закончила групповой турнир на первом месте, набрав 23 очка. В финальный турнир пробились шесть лучших клубов. В нём «Надежда» проиграла «Механизатору», но выиграла остальные матчи, завоевав золото чемпионата страны. Лучшим бомбардиром стал игрок «Надежды» Александр Яценко, забивший 28 мячей, а лучшим вратарём — Олег Зозуля. Звание «Мастер спорта Украины» получили все игроки, ставшие чемпионами: Олег Зозуля, Александр Яценко, Виктор Головатенко, Рамис Мансуров, Роман Скляр, Сергей Дюженко, Вадим Чередниченко, Виталий Дмитренко, Тарас Вонярха, Сергей Усаковский, Юрий Усаковский, Роман Смирнов, Эдуард Дорошенко, Павел Шалфеев и Юрий Арестенко.
Под руководством Юрия Пешехонова и Юрия Арестенко, под названием «Надежда-Днепроспецсталь» команда пробилась в финал кубка Украины по мини-футболу 1992/93, где в серии пенальти уступила киевскому СКИФ-Силексу.
Чемпионат Украины по мини-футболу 1993/1994 «Надежда» закончила на втором месте, первым же стал киевский «Слид». В кубке страны «Надежда» также стала второй, уступив в финале днепропетровскому «Нике» со счётом 1:5. Александр Яценко по итогам турнира получил приз «Самому техничному игроку».
В 1994 году «Надежда» приняла участие в «Кубке Большого Днепра». Команда не сумела пробиться в финал, однако её игроки получили индивидуальные призы: Александр Яценко — лучший бомбардир (14 голов), Олег Зозуля — лучший вратарь, Валерий Петрух — самый полезный игрок, Виктор Головатенко — корректный игрок. Кроме того, под названием «Надежда-ЗГУ» команда Юрия Арестенко выступила на «Кубке славянских стран», где заняла первое место.
В 1995 году «Надежда» занимает третье место в чемпионате страны. Помимо этого, команда побеждает в Евро-Азиатской лиге под руководством тренеров Юрия Пешехонова и Юрия Арестенко,.
Чемпионат страны 1995/96 «Надежда» заканчивает неудачно — на десятом месте. В следующем году под названием «Надежда-Запорожкокс» команда приходит к финишу чемпионата шестой, а Александр Яценко в очередной раз становится лучшим бомбардиром (48 мячей).
С 1998 года команда продолжает выступления под названием «Запорожкокс». Чемпионат 1997/98 команда завершает на пятом месте.
В 1999 году команда возвращается на пьедестал чемпионата Украины, заняв третье место в розыгрыше 1998/99. В десятку лучших бомбардиров турнира вошли Александр Кабаненко и Александр Москалюк. В составе «Запорожкокса» выступали Олег Зозуля, Евгений Зарецкий, Александр Косенко, Александр Москалюк, Сергей Москалюк, Владимир Чередниченко, Александр Кабаненко, Сергей Гупаленко, Сергей Федоренко, Сергей Ярошенко, Олег Дейкунов, Сергей Шупиков, Евгений Хлывнюк, Виталий Дмитренко. Тренировал команду Геннадий Шур. В 1999 году «Запорожкокс» также одержал победу в «Кубке Большого Днепра».
В 2000 году «Запорожкокс» объединяется с успешно выступившим в предыдущем турнире «Виннер-Форд Университетом» и занимает второе место в чемпионате и кубке страны, уступив в обоих турнирах киевскому «Интеркасу». 2001 год приносит команде пятое место в чемпионате, при этом игрок «Запорожкокса» Игорь Москвичёв становится лучшим бомбардиром турнира (34 гола). Помимо этого, МФК «Запорожкокс» становится победителем проходящего в Харькове «Кубка Освобождения».
2002 год становится последним в истории команды. «Запорожкокс» завершает чемпионат Украины на четвёртом месте и прекращает выступления в элите украинского мини-футбола. Игорь Москвичёв повторно становится лучшим бомбардиром турнира, забив 45 голов в чемпионате, но теперь уже в составе донецкого «Шахтёра», куда он перешёл из «Запорожкокса» в начале сезона.